# Безумное кино
«Безумное кино» (англ. Movie Crazy) — американская «докодексовая» романтическая кинокомедия 1932 года.

## Сюжет
Гарольд Холл — молодой человек с крайне скромными актёрскими способностями, однако он отчаянно хочет сниматься в кино.
После путаницы с фотографией в заявке, он получает предложение пройти кинопробы и уезжает в Голливуд. В студии он всё делает неправильно и доставляет всем всевозможные неприятности. Но этим он привлекает внимание красивой актрисы Мэри Сирс, и в конце концов владелец студии признаёт Гарольда гением комедии.

## В ролях
- Гарольд Ллойд — Гарольд Холл
- Констанция Каммингс — Мэри Сирс, актриса
- Кеннет Томсон[англ.] — Вэнс
- Луиз Клоссер Хейл — миссис Киттерман
- Спенсер Чартерс[англ.] — Дж. Л. О’Брайан
- Роберт МакУэйд[англ.] — Уэсли Киттерман, продюсер
- Гарольд Гудвин[уточнить] — Миллер
- Мэри Доран — Марджи
- ДеУитт Дженнингс[англ.] — мистер Холл, отец Гарольда
- Люси Бомонт — миссис Холл, мать Гарольда
- Артур Хаусман[англ.] — клиент, «который не заказывал кролика»

В титрах не указаны
- Грэди Саттон[англ.] — мужчина, испугавшийся мышь
- Ной Янг[англ.] — регулировщик
- Эдвард Пэйл — официант
- Брюс Беннетт — гость на ужине
- Эдмунд Кобб[англ.] — Билл, одноклассник Гарольда Холла
- Колин Кенни[англ.] — мужчина, выходящий из уборной
- Сэм МакДэниел[англ.] — смотритель уборной
- Фред Колер-младший[англ.] — начинающий актёр в комнате ожидания
- Джек Перрин[англ.] — мужчина в просмотровом зале
- Эллинор Вандервир[англ.] — миссис Крамплин
- Блэки Уайтфорд[англ.] — крутой студийный полицейский
- Берт Мурхаус[англ.] — эпизод

## О фильме
- Это третий полнометражный звуковой фильм с Гарольдом Ллойдом в главной роли.
- Сценаристом картины указан Винсент Лоуренс, но ему помогали ещё несколько человек, в том числе Аньес Кристин Джонстон — одна из первых успешных женщин-сценаристок в мире. Также несколько гэгов для ленты придумал известный карикатурист Эрни Бушмиллер[англ.][5].
- Несмотря на то, что в титрах режиссёром картины указан Клайд Брукман, бо́льшая её часть была сделана под режиссурой Гарольда Ллойда, так как Брукман часто не являлся на съёмочную площадку в связи со своим алкоголизмом.
- Первоначально на главную женскую роль утвердили Лейлу Хайамс, с ней даже были отсняты несколько сцен, но затем она была заменена на Констанцию Каммингс.
- Ряд сцен из «Безумного кино» были включены в компиляционный фильм[англ.] 1962 года «Мир комедии Гарольда Ллойда[англ.]» (режиссёр, продюсер и исполнитель главной роли — Гарольд Ллойд).